# Alameda (Hiszpania)
Alameda – gmina w Hiszpanii, w prowincji Malaga, w Andaluzji, o powierzchni 65,11 km². W 2011 roku gmina liczyła 5504 mieszkańców.